# Jurij Ševčuk
Jurij Ševčuk (* 16. května 1957, Jagodnoje, Magadanská oblast, Sovětský svaz) je ruský rockový zpěvák a hudebník, lídr rockové kapely DDT.

## Život
Ševčuk se narodil v Magadanské oblasti na ruském Dálném východě, vyrůstal však ve městě Ufa v Baškortostánu na pomezí evropské části země.
Po celý život dával veřejně najevo své občanské postoje. Už v 80. letech se potýkal s cenzurou, komunisté zakazovali jeho koncerty. V 90. letech protestoval proti válce v Čečensku.
V roce 2007, kdy již byl prezidentem Vladimir Putin, obvinil vedení Ruska z cenzury, když rozhlas bojkotoval jeho písně včetně té o generálovi bezpečnostní služby FSB. „Ještě ani nikdo z Kremlu nezatelefonoval, a oni se už bojí,“ řekl tenkrát.
V roce 2010 koncertoval za záchranu Chimkinského lesa, přes který měla vést dálnice Moskva–Petrohrad.
Po ruské invazi na Ukrajinu v roce 2022 uvedl, že Rusům je brána budoucnost. „Jakoby dírou v ledu jsme vtahováni do minulosti, do 19., 18., 17. století. A lidé to odmítají přijmout,“ uvedl s poukazem na to, že svůj nesouhlas nyní dali najevo i umělci, kteří se nikdy dřív k politice nevyjadřovali. Kriticky se k invazi na umělecké scéně postavili např. zpěvák Valerij Meladze, moderátor Ivan Urgant nebo rapper Oxxxymiron.
Během vystoupení na koncertu v Ufě v květnu 2022 prohlásil s odkazem na Vladimira Putina, že „Vlast, přátelé, není prezidentova řiť, kterou musíte pořád líbat. Vlast je chudá babička na nádraží, která prodává brambory.“ Po koncertě ho vyslýchala policie. Ševčuk také prohlásil, že „lidé na Ukrajině jsou vražděni“ a „naši chlapci tam umírají“ jen kvůli „nějakým napoleonským plánům našeho nového Caesara“.